# Xã Richmond, Quận Crawford, Pennsylvania
Xã Richmond (tiếng Anh: Richmond Township) là một xã thuộc quận Crawford, tiểu bang Pennsylvania, Hoa Kỳ. Năm 2010, dân số của xã này là 1.475 người.